# Sandra Bagarić
Sandra Bagarić (Zenica, 5. travnja 1974.), je hrvatska operna pjevačica,televizijska i kazališna glumica.

## Životopis
Srednje muzičko obrazovanje stekla je u Zenici i Sarajevu, a potom se zaputila u Zagreb gdje je završila Muzičku akademiju Sveučilišta u klasi sopranistice prof. Ljiljane Molnar-Talajić.
Bila je glumica u sljedećim operama: Madame Troubadur, Grofica Marica, Šišmiš, Boccaccio, Noć u Veneciji, Kneginja čardaša, Mala Floramye, Tko pjeva zlo ne misli (ZGK "Komedija"), Kod bijelog konja (Narodno gledališče Maribor), Ljubavni napitak (HNK Split).
Zapaženi su njeni brojni nastupi širom svijeta kao i nastupi u reklamnim spotovima i kampanjama. Za HTV nastupala je u muzičkoj emisiji Za srce i dušu. Trenutno je angažirana u zagrebačkom teatru Komedija.
Srednje glazbeno obrazovanje stekla je u Zenici i Sarajevu, a potom je njezinu bezbrižnost prekinuo rat. U Zagreb je došla 1992., kao 18-godišnjakinja, iz ratnog Sarajeva.
U Zagrebu je upisala Muzičku akademiju i prvi dan tamo upoznala sadašnjeg supruga, pijanista Darka Domitrovića, koji je radio kao viši korepetitor na Odjelu solo pjevanja. Njihova veza bila je tajna s obzirom na to da je Darko ipak bio njezin profesor. A na prvom zajedničkom ljetovanju, nakon čašice vina Sandra je kleknula i zaprosila Darka koji je pristao voljeti ju do kraja života.
Muzičku akademiju završila je u klasi sopranistice prof. Ljiljane Molnar-Talajić koju voli nazvati svojom scenskom majkom. Pjevala je u "Madame Troubadur", "Grofici Marici", "Šišmišu", "Boccaccio", "Noć u Veneciji", "Kneginja čardaša", "Mala Floramye", "Tko pjeva zlo ne misli", "Kod bijelog konja", "Ljubavni napitak", "Jalta, Jalta"... Zagreb je, priznala je, u njoj prepoznao vedrinu, spontanost i osmijeh koji otvara sva vrata. Ona je pak demistificirala operu, operetu, uopće tu klasičnu glazbu koja je, kao, bila nedodirljiva. U srca Zagrepčana ušla je preko televizije, koketirajući s lakim žanrovima, ali došla i do one kumice na placu.
Objavila je i tri CD-a, Na prvom je "Sonati od sna" Darko uglazbio ljubavnu poeziju Enesa Kiševića, a glumac Boris Pavlenić i Sandra pjevaju i recitiraju. CD BelCante "Teatar marmelade" suradnja je s Martinom Tomčić i Zdravkom Šljivcem, te Simfonijskim orkestrom HRT-a, kroz eksperiment kako doživjeti klasiku u novom ruhu, dopadljivo, populistički, u duhu vremena. Treći CD "Adagio", koncertni je sakralni program, posvećen Ljiljani Molnar Talajić, jedna druga ja, ozbiljna, obučena do grla, a zapravo potpuno glazbeno razgolićena.

## Privatni život
Sandra Bagarić u sretnom je braku s Darkom Domitrovićem više od 20 godina te imaju dva sina Marka i Lovru.

## Filmografija

### Televizijske uloge
- "Masked Singer" kao Majka Zemlja (2022.)
- "Tvoje lice zvuči poznato" kao članica žirija (2014. – 2016.)
- "Samo ti pričaj" kao Dubravka Jakšić (2015. – 2016.)
- "Zabranjena ljubav" kao Eleonora Šarić (2008.)
- "Naša mala klinika" kao gospođa (2007.)
- "Obećana zemlja" (2002.)

### Voditeljske uloge
- "Porin" kao glavna voditeljica (zajedno s pjevačem Ervinom Baučićem) (2003.)

### Sinkronizacija
- "Ljepotica i zvijer" kao Madame de Garderobe (2017.)
- "Povratak u Oz" kao Porculanska princeza (2014.)

## Vanjske poveznice
- http://www.discogs.com/artist/Sandra+Bagarić